# Beat the Boots II
Beat the Boots II es una caja recopilatoria del músico y compositor estadounidense Frank Zappa. Compila varios bootlegs antes disponibles de forma ilegal, y fue lanzado por Rhino Entertainment en 1992 como parte de una campaña de Zappa para disuadir a sus seguidores de comprar grabaciones ilegales de sus conciertos. La caja contiene material entre 1968 y 1978, incluyendo Swiss Cheese / Fire! que documenta el famoso concierto de 1971 en el casino de Montreux donde se quemó el edificio, inspirando la letra de "Smoke on the Water" de Deep Purple.

## Lista de canciones
Todas las canciones compuestas por Frank Zappa, excepto donde se indique lo contrario.

### Disconnected Synapses
Disconnected Synapses fue grabado en Palais Gaumont, París el 15 de diciembre de 1970.
1. "Penis Dimension" – 11:15
2. "The Air" – 3:54
3. "The Dog Breath/Mother People" – 4:22
4. "You Didn't Try to Call Me" – 3:34
5. "King Kong" – 31:38
6. "Who Are the Brain Police?" – 6:30

### Tengo Na Minchia Tanta
Tengo Na Minchia Tanta fue grabado en Fillmore East, Nueva York el 13 de noviembre de 1970.
1. "Does This Kind of Life Look Interesting to You?" – 0:49
2. "A Pound for a Brown (On the Bus)" – 7:26
3. "Sleeping in a Jar (with extensions)" – 4:34
4. "Sharleena" – 4:31
5. "The Sanzini Brothers" – 0:32
6. "What Will This Morning Bring Me This Evening?" – 4:35
7. "What Kind of Girl Do You Think We Are?" – 5:00
8. "Bwana Dik" – 1:45
9. "Latex Solar Beef" – 1:00
10. "Daddy, Daddy, Daddy" – 2:46
11. "Little House I Used to Live In" – 4:04
12. "Holiday in Berlin" – 4:36
13. "Inca Roads/Easy Meat" – 7:16
14. "Cruising for Burgers" – 2:45

### Electric Aunt Jemima
Electric Aunt Jemima incorpora material de varias fechas: pistas 1, 2, 5 y 7 son de un concierto en The Dog, Denver, Colorado el 3 de mayo de 1968; pistas 3 y 6 son del Concertgebouw, Ámsterdam el 20 de octubre de 1968 y la pista 4 fue grabado en Grugahalle, Essen Alemania el 28 de septiembre de 1968.
1. "Little House I Used to Live In/Dog Breath Variations/Blue Danube Waltz/Hungry Freaks Daddy" – 14:30
2. "whät" – 3:53
3. "Dog Breath" – 2:10
4. "King Kong" – 16:30
5. "Trouble Every Day" – 5:59
6. "A Pound for a Brown (On the Bus)" – 8:36
7. "English Tea Dancing Interludes/Plastic People/King Kong/America Drinks/Wipe Out" – 12:00

### At the Circus
Todas las canciones de At the Circus fueron grabadas en Circus Krone, Múnich el 8 de septiembre de 1978, excepto las pistas 6 y 7, grabadas para VPRO TV, Uddel, Países Bajos el 18 de junio de 1970.
1. "A Pound for a Brown (On the Bus)" – 2:15
2. "Baby Snakes" – 2:05
3. "Dancin' Fool" – 3:15
4. "Easy Meat" – 4:39
5. "Honey, Don't You Want a Man Like Me?" – 4:32
6. "Mother People" – 2:40
7. "Wonderful Wino" – 5:41
8. "Why Does It Hurt When I Pee?" – 2:21
9. "Seal Call Fusion Music" – 3:12
10. "Bobby Brown" – 2:53
11. "I'm On Duty" – 1:52
12. "Conehead" – 5:31

### Swiss Cheese / Fire!
Swiss Cheese y Fire! fueron producidos inicialmente como dos bootlegs distintos. Ambos fueron grabados al mismo tiempo en el Casino de Montreux, Suiza el 4 de diciembre de 1971. Swiss Cheese contiene de pistas 1 a 5 y Fire! de la 6 a 11.
1. "Intro" – 14:21
2. "Peaches En Regalia" – 3:27
3. "Tears Began to Fall/She Painted Up Her Face/Half-a-Dozen Provocative Squats" – 5:59
4. "Call Any Vegetable" – 9:55
5. "Anyway the Wind Blows" – 3:44
6. "Magdalena/Dog Breath" – 9:49
7. "Sofa" – 18:06
8. "A Pound for a Brown (On the Bus)" – 7:07
9. "Wonderful Wino/Sharleena/Cruisin' for Burgers" – 12:37
10. "King Kong" – 1:24
11. "Fire!" – 1:55

### Our Man in Nirvana
Our Man in Nirvana, Fullerton, California el 8 de noviembre de 1968.
1. "Feet Light Up" – 1:16
2. "Bacon Fat" (Andre Williams) – 4:58
3. "A Pound for a Brown on the Bus" – 8:26
4. "Sleeping in a Jar" – 17:16
5. "The Wild Man Fischer Story" (Larry Fischer) – 3:28
6. "I'm the Meany" (Fischer) – 2:02
7. "Valarie" (Clarence Lewis, Bobby Robinson) – 2:17
8. "King Kong" – 30:59

### Conceptual Continuity
Conceptual Continuity fue grabado en Cobo Hall, Detroit, Míchigan el 19 de noviembre de 1976.
1. "Stinkfoot" – 17:58
  - "[The Poodle Lecture]"
  - "Dirty Love"
  - "Wind Up Workin' In a Gas Station"
2. "The Torture Never Stops" – 21:09
  - "City of Tiny Lights"